# 2025년 음악
이 문서는 2025년 음악과 관련된 사건 및 문서를 다룬다.

## 특정 지역
- 아프리카 음악
- 미국 음악
- 영국 음악
- 일본 음악
- 필리핀 음악
- 스칸디나비아 음악
- 한국 음악

## 특정 장르
- 컨트리
- 헤비 메탈
- 힙합
- 라틴
- 록
- K-pop
- J-pop

## 결성된 밴드
- AHOF
- ALLDAY PROJECT
- Ablume
- Hearts2Hearts
- CLOSE YOUR EYES
- KickFlip
- KIIRAS
- Mytro
- Nouera
- NEWBEAT
- PRESIDENT
- Untitled
- ZOCX

## 재결성된 밴드
- Alabama Shakes
- GFriend
- Fountains of Wayne
- I Killed the Prom Queen
- letlive
- Mameshiba no Taigun
- Momoland
- Rilo Kiley[1]

## 해체된 밴드
- Amadou & Mariam
- BiS[2]
- Coin[3]
- Dempagumi.inc[4]
- Gel
- KAT-TUN[5]
- Luminous
- Lynch Mob[6]
- Mew
- One Morning Left[7]
- Orange Goblin
- The pillows[8]
- REO Speedwagon[9]
- The Searchers[10]
- Sum 41[11]
- Superkind
- TOKIO[12]
- Void of Vision[13]

## 활동 중단 밴드
- VCHA

## 사망

### 1월
- 1일
  - Leo Dan, 82세, 아르헨티나의 싱어송라이터[14]
  - Jean-Michel Defaye, 92세, 프랑스의 고전 피아니스트, 작곡가, 편곡가, 지휘자[15]
  - Chad Morgan, 91세, 호주의 컨트리 가수, 기타리스트[16]
  - Nora Orlandi, 91세, 이탈리아의 고전 피아니스트, 바이올리니스트, 가수, 영화 음악 작곡가[17]
  - Wayne Osmond, 73세, 미국의 팝 가수 (오스먼즈)[18]
- 2일
  - Wilhelm Brückner, 92세, 독일의 류트 제작자[19]
  - Russ North, 59세, 잉글랜드의 헤비 메탈 가수 (Cloven Hoof)[20]
  - Ferdi Tayfur, 79세, 튀르키예의 고전 가수, 다악기 연주자[21]
- 3일
  - Willem van Kooten, 83세, 네덜란드의 라디오 DJ[22]
  - Peter Schaap, 78세, 네덜란드의 levenslied 가수[23]
  - Brenton Wood, 83세, 미국의 솔 가수[24]
- 4일
  - Ed Askew, 84세, 미국의 포크 싱어송라이터[25]
  - 딜런 토머스 모어, 미국의 인더스트리얼 록 샘플러 및 프로그래머 (Chemlab)[26]
- 5일
  - Beej Chaney, 68세, 미국의 펑크, 뉴 웨이브 싱어송라이터 (The Suburbs)[27]
  - Fredrik Lindgren, 53세, 스웨덴의 헤비 메탈 기타리스트 (Unleashed, Terra Firma)[28]
- 6일
  - Hope Foye, 103세, 미국의 포크 가수[29]
  - Stella Greka, 102세, 그리스의 팝 가수[30]
- 7일
  - Ayla Erduran, 90세, 튀르키예의 고전 바이올리니스트[31]
  - Peter Yarrow, 86세, 미국의 포크 싱어송라이터 (Peter, Paul and Mary)[32]
- 9일
  - Laurie Holloway, 86세, 잉글랜드의 재즈 피아니스트, 텔레비전 음악 감독, 작곡가[33]
  - P. Jayachandran, 80세, 인도의 재생 가수[34]
  - Doc Shebeleza, 51세, 남아프리카 공화국의 kwaito 가수[35]
- 10일 – Sam Moore, 89세, 미국의 솔 싱어송라이터 (Sam & Dave)[36]
- 11일
  - Mario Klemens, 88세, 체코의 고전 지휘자[37]
  - Fereydoon Shahbazyan, 82세, 이란의 고전 작곡가, 지휘자, 다악기 연주자[38]
- 12일 – Mark Izu, 70세, 미국의 재즈 더블 베이스 연주자, 작곡가[39]
- 13일
  - P. Fluid, 64세, 미국의 펑크 메탈 가수 (24-7 Spyz)[40]
  - Elgar Howarth, 89세, 잉글랜드의 고전 지휘자, 작곡가, 트럼펫 연주자[41] (이 날 사망 발표)
  - Buck White, 94세, 미국의 컨트리 및 블루그래스 가수, 만돌린 연주자 (The Whites)[42]
- 14일 – Teddy Osei, 87세, 가나의 재즈 록 색소포니스트 (Osibisa)[43]
- 15일
  - Tommy Dix, 101세, 미국의 바리톤 가수[44]
  - Melba Montgomery, 86세, 미국의 컨트리 싱어송라이터[45]
  - Linda Nolan, 65세, 아일랜드의 팝 가수 (The Nolans)[46]
- 17일 – Stéphane Venne, 83세, 캐나다의 팝 싱어송라이터, 편곡가, 프로듀서[47]
- 18일 – Claire van Kampen, 71세, 잉글랜드의 연극 작곡가 (Royal Shakespeare Company)[48]
- 20일
  - Bob Kuban, 84세, 미국의 R&B 드러머[49]
  - John Sykes, 65세, 잉글랜드의 하드 록 기타리스트 (Tygers of Pan Tang, Thin Lizzy, Whitesnake)[50] (이 날 사망 발표)
- 21일
  - Elliot Ingber, 83세, 미국의 사이키델릭 록 기타리스트 (The Mothers of Invention, Fraternity of Man, The Magic Band)[51]
  - Garth Hudson, 87세, 캐나다의 록 다악기 연주자 (The Band)[52]
- 22일
  - Paddy Cole, 85세, 아일랜드의 쇼밴드 색소포니스트[53]
  - Barry Goldberg, 83세, 미국의 블루스 및 록 키보디스트 (The Electric Flag, The Rides)[54]
  - Johan Slager, 78세, 네덜란드의 프로그레시브 록 기타리스트 (Kayak)[55] (이 날 사망 발표)
  - Gabriel Yacoub, 72세, 프랑스의 포크 가수 (Malicorne)[56]
- 24일 – Unk, 43세, 미국의 래퍼[57]
- 25일 – Edweena Banger, 영국의 펑크 록 가수 (The Nosebleeds, Slaughter & The Dogs)[58] (이 날 사망 발표)
- 26일
  - Kazuyoshi Akiyama, 84세, 일본의 고전 지휘자[59]
  - Betsy Arakawa, 65세, 미국의 고전 피아니스트[60] (이 날 시신 발견)
  - Gary Grier, 미국의 R&B 가수 (The Contours)[61]
- 27일
  - Emilia Contessa, 67세, 인도네시아의 당둣 및 팝 가수[62]
  - Aaron Rossi, 44세, 미국의 인더스트리얼 메탈 드러머 (Ministry, Prong, John 5)[63]
- 29일 – Bruce Howe, 77세, 호주의 프로그레시브 록 베이시스트, 가수 (Fraternity)[64]
- 30일
  - Marianne Faithfull, 78세, 잉글랜드의 팝 및 록 싱어송라이터[65]
  - İlhan Usmanbaş, 104세, 튀르키예의 현대 고전 작곡가[66]
- 31일 – Susan Alcorn, 71–72세, 미국의 아방가르드 작곡가, 페달 스틸 기타리스트[67] (이 날 사망 발표)

### 2월
- 1일
  - Peter Bassano, 79–80세, 잉글랜드의 고전 트롬본 연주자, 지휘자[68]
  - André Ducret, 79세, 스위스의 고전 가수, 작곡가[69]
  - Sal Maida, 76세, 미국의 록 베이시스트 (Milk 'N' Cookies, Roxy Music, Sparks)[70]
  - Peter Schmidl, 84세, 오스트리아의 고전 클라리넷 연주자[71]
- 2일
  - Gene Barge, 98세, 미국의 로큰롤 색소포니스트[72]
  - Barbie Hsu, 48세, 타이완의 팝 가수[73]
  - Patricia Johnson, 95세, 잉글랜드의 오페라 가수[74] (이 날 사망 발표)
  - Stéphane Picq, 59세, 프랑스의 비디오 게임 음악 작곡가[75]
  - Paul Plishka, 83세, 미국의 오페라 가수[76]
- 4일
  - Bob Bennett, 미국의 개러지 록 드러머 (The Sonics)[77]
  - Ana María Iriarte, 98세, 스페인의 오페라 가수[78]
  - Wily Mignon, 38세, 베냉의 팝 가수[79]
- 5일
  - Irv Gotti, 54세, 미국의 음반 프로듀서 및 경영자 (Murder Inc. Records)[80]
  - Dave Jerden, 75세, 미국의 음반 프로듀서, 오디오 엔지니어, 믹서[81]
  - Hans-Peter Lehmann, 90세, 독일의 오페라 감독[82]
  - Mike Ratledge, 81세, 영국의 사이키델릭 록 키보디스트 (Soft Machine)[83]
- 6일 – Bobby Hamilton, 미국의 R&B 가수 (The Choice Four)[84] (이 날 사망 발표)
- 7일
  - Naâman, 34세, 프랑스의 레게 가수[85]
  - Song Dae-kwan, 78세, 대한민국의 트로트 가수[86]
- 8일 – Corey Crewe, 80세, 캐나다의 코미디 음악 가수 (Corey and Trina)[87]
- 9일 – Edith Mathis, 86세, 스위스의 오페라 가수[88]
- 10일 – Maria Tipo, 93세, 이탈리아의 고전 피아니스트[89]
- 12일
  - Tommy Hunt, 91세, 미국의 솔 가수 (The Flamingos)[90]
  - Jimi Mbaye, 67세, 세네갈의 mbalax 기타리스트[91]
- 13일 – Sukri Bommagowda, 88세, 인도의 포크 가수[92]
- 16일 – Vladimír Válek, 89세, 체코의 고전 지휘자[93]
- 17일
  - Rick Buckler, 69세, 잉글랜드의 뉴 웨이브 드러머 (The Jam)[94]
  - Jamie Muir, 82세, 스코틀랜드의 프로그레시브 록 퍼커션 연주자 (King Crimson)[95]
  - Paquita la del Barrio, 77세, 멕시코의 팝 가수[96]
- 19일
  - Karl Cochran, 미국의 록 기타리스트 (Eric Singer Project)[97]
  - Snowy Fleet, 79세, 잉글랜드 태생의 호주 록 드러머 (The Easybeats)[98]
  - Jean Sarrus, 79세, 프랑스의 코미디 록 가수 (Les Charlots)[99]
- 20일
  - Gerry Arling, 63세, 네덜란드의 일렉트로닉 다악기 연주자 (Arling & Cameron)[100] (이 날 사망 발표)
  - Jerry Butler, 85세, 미국의 솔 싱어송라이터 (The Impressions)[101]
  - Ilkka Kuusisto, 91세, 핀란드의 오페라 작곡가, 지휘자, 합창단장, 오르간 연주자[102]
- 21일
  - Fred Bekky, 81세, 벨기에의 록 가수, 기타리스트 (The Pebbles)[103]
  - Bill Fay, 81세, 잉글랜드의 포크 록 싱어송라이터[104]
  - Khalil Fong, 41세, 홍콩의 만다린 팝 싱어송라이터[105]
  - Gwen McCrae, 81세, 미국의 솔 및 디스코 가수[106] (이 날 사망 발표)
- 22일
  - Ken Parker, 76세, 자메이카의 레게 가수[107]
  - Gianni Pettenati, 79세, 이탈리아의 팝 록 가수[108]
- 23일
  - Jacques de Jongh, 호주의 글램 록 기타리스트 및 베이시스트 (Hush)[109]
  - Chris Jasper, 73세, 미국의 R&B 싱어송라이터 및 키보디스트 (The Isley Brothers, Isley-Jasper-Isley)[110]
- 24일
  - Roberta Flack, 88세, 미국의 솔 및 재즈 싱어송라이터, 키보디스트[111]
  - Robert John, 79세, 미국의 소프트 록 싱어송라이터[112]
  - Ricardo Kanji, 76세, 브라질의 고전 플루티스트[113]
- 25일
  - Simon Lindley, 76세, 잉글랜드의 고전 오르간 연주자, 합창단장, 지휘자, 작곡가[114]
  - Coburn Pharr, 62세, 캐나다의 스래시 메탈 가수 (Annihilator)[115]
  - Ferenc Rados, 90세, 헝가리의 고전 피아니스트[116]
- 28일 – David Johansen, 75세, 미국의 록 싱어송라이터 (New York Dolls)[117]

### 3월
- 1일
  - Joey Molland, 77세, 잉글랜드의 파워 팝 기타리스트 (Badfinger) 및 작곡가[118]
  - Paulito FG, 63세, 쿠바의 살사 및 timba 가수[119]
  - Bill Smith, 스코틀랜드의 포크 가수 (The Corries)[120]
  - Angie Stone, 63세, 미국의 네오 솔 싱어송라이터 및 래퍼 (The Sequence)[121]
- 2일
  - Edip Akbayram, 74세, 튀르키예의 포크 및 록 싱어송라이터[122]
  - Herbert Léonard, 80세, 프랑스의 팝 가수[123]
  - Frank Maher, 90세, 캐나다의 포크 아코디언 연주자[124]
- 3일
  - Geraint Jarman, 74세, 웨일스의 록 싱어송라이터[125]
  - Jean-Marie Londeix, 92세, 프랑스의 고전 색소포니스트[126]
  - Jeffrey Runnings, 61세, 미국의 포스트 펑크 싱어송라이터 및 베이시스트 (For Against)[127]
  - Bob Rupe, 68세, 미국의 얼터너티브 록 베이시스트 (The Silos, Cracker, House of Freaks, Sparklehorse)[128]
- 4일
  - Roy Ayers, 84세, 미국의 재즈 가수, 비브라폰 연주자, 키보디스트, 음반 프로듀서[129]
  - Harry Elston, 86세, 미국의 솔 가수 (The Friends of Distinction)[130]
  - Mario Trabucco, 73세, 이탈리아의 고전 바이올리니스트[131]
- 5일
  - Edesio Alejandro, 66세, 쿠바의 영화 음악 작곡가[132]
  - Randy Brown, 72세, 미국의 R&B 가수[133] (이 날 사망 발표)
  - DJ Funk, 53세, 미국의 ghetto house DJ[134] (이 날 사망 발표)
- 6일
  - Brian James, 70세, 잉글랜드의 펑크 록 기타리스트 및 작곡가 (The Damned, The Lords of the New Church)[135]
  - Troy Seals, 86세, 미국의 컨트리 싱어송라이터 및 기타리스트[136]
- 7일
  - Danny Cox, 81세, 미국의 포크 록 싱어송라이터[137]
  - D'Wayne Wiggins, 64세, 미국의 R&B 가수 및 기타리스트 (Tony! Toni! Toné!)[138]
- 8일
  - Bill Ashton, 88세, 영국의 재즈 색소포니스트, 밴드 리더, 작곡가[139]
  - Beau Dozier, 45세, 미국의 R&B 및 힙합 싱어송라이터 및 음반 프로듀서[140] (이 날 사망 발표)
  - Donald Hazelwood, 95세, 호주의 고전 바이올리니스트[141]
  - Harbans Jandu, 인도의 작사가[142]
  - Naima Samih, 71세, 모로코의 칼리지 가수[143]
- 10일
  - Stedman Pearson, 60세, 영국의 팝 가수 (Five Star)[144]
  - Wheesung, 43세, 대한민국의 R&B 가수[145] (이 날 시신 발견)
- 11일
  - Cocoa Tea, 65세, 자메이카의 레게 싱어송라이터[146]
  - Bob Rivers, 68세, 미국의 라디오 방송인, 패러디 음악가[147]
- 13일
  - Sofia Gubaidulina, 93세, 소련/러시아의 모더니즘 및 모더니즘/성음악 작곡가[148]
  - Mark Holder, 52세, 미국의 블루스 기타리스트 (Black Diamond Heavies)[149]
  - Yallunder, 30세, 남아프리카 공화국의 afro-soul 싱어송라이터[150]
- 14일 – Bruno Romani, 65세, 이탈리아의 재즈 색소포니스트, 플루티스트, 작곡가[151]
- 15일 – Les Binks, 73세, 북아일랜드의 헤비 메탈 드러머 (Judas Priest)[152]
- 16일
  - Dandy Bestia, 72세, 이탈리아의 코미디 펑크 기타리스트 (Skiantos)[153]
  - Rob de Nijs, 82세, 네덜란드의 팝 가수[154]
  - Andrej Gjorgieski, 마케도니아의 힙합 가수 (DNK)[155]
  - Jesse Colin Young, 83세, 미국의 포크 록 싱어송라이터 (The Youngbloods)[156]
- 17일
  - AnNa R., 55세, 독일의 팝 가수 (Rosenstolz, Gleis 8)[157] (이 날 사망 발표)
  - Peter Farrelly, 76세, 북아일랜드의 프로그레시브 록 베이시스트 및 가수 (Fruupp)[158]
  - Aurelio Martínez, 55세, 온두라스의 garifuna 가수 및 기타리스트[159]
- 18일 – Bedros Kirkorov, 92세, 불가리아계 러시아의 팝 가수[160]
- 20일
  - Eddie Adcock, 86세, 미국의 블루그래스 밴조 연주자 (The Country Gentlemen)[161]
  - Oleg Baranov, 57세, 러시아의 얼터너티브 록 기타리스트 (Tequilajazzz)[162]
  - Leanne Cowie, 호주의 개러지 록 드러머 (The Scientists)[163]
- 21일 – Larry Tamblyn, 82세, 미국의 개러지 록 가수 및 키보디스트 (The Standells)[164]
- 22일
  - Andy Peebles, 76세, 잉글랜드의 라디오 DJ[165]
  - Paul Wagstaff, 영국의 얼터너티브 댄스 기타리스트 (Paris Angels, Black Grape)[166] (이 날 사망 발표)
- 23일 – Kevan Staples, 74세, 캐나다의 얼터너티브 록 기타리스트 및 가수 (Rough Trade)[167]
- 24일
  - Alan Cuckston, 85세, 잉글랜드의 고전 하프시코드 연주자[168] (이 날 사망 발표)
  - Huey Williams, 86세, 미국의 가스펠 가수 (Jackson Southernaires)[169]
- 25일
  - Tapani Kansa, 76세, 핀란드의 팝 가수[170]
  - Sanjida Khatun, 91세, 방글라데시의 음악학자[171]
  - Terry Manning, 77세, 미국의 녹음 엔지니어 및 프로듀서[172]
  - Alice Tan Ridley, 72세, 미국의 가스펠 및 R&B 가수[173]
- 26일
  - Shushama Das, 94세, 방글라데시의 포크 가수[174]
  - Tommy Rey, 80세, 칠레의 쿰비아 가수 (Sonora Palacios)[175]
- 28일 – Young Scooter, 39세, 미국의 래퍼[176]
- 29일
  - Richard Chamberlain, 90세, 미국의 팝 가수[177]
  - Dick Damron, 91세, 캐나다의 컨트리 싱어송라이터[178]
  - Tracy Schwarz, 86세, 미국의 올드 타임 가수 (New Lost City Ramblers)[179]
- 30일
  - Enrique Bátiz, 82세, 멕시코의 고전 지휘자 및 피아니스트[180]
  - Marinko Colnago, 83세, 크로아티아의 팝 가수 (Novi fosili)[181]
- 31일
  - J Nyi Nyi, 71세, 미얀마의 팝 가수[182]
  - Volkan Konak, 58세, 튀르키예의 포크 가수[183]
  - John Nelson, 83세, 미국의 고전 지휘자[184]

### 4월
- 1일
  - George Freeman, 97세, 미국의 재즈 기타리스트[185]
  - Wayne Handy, 89세, 미국의 로큰롤 가수[186]
  - Michael Hurley, 83세, 미국의 포크 싱어송라이터[187]
  - Alfi Kabiljo, 89세, 크로아티아의 고전 작곡가[188]
  - Johnny Tillotson, 86세, 미국의 컨트리 싱어송라이터[189]
- 4일 – Amadou Bagayoko, 70세, 말리의 월드 비트 가수 및 기타리스트 (Amadou & Mariam)[190]
- 5일
  - Dave Allen, 69세, 잉글랜드의 포스트 펑크 베이시스트 (Gang of Four, Shriekback, King Swamp)[191]
  - Pasha Technique, 40세, 러시아의 래퍼[192]
- 6일
  - Al Barile, 63세, 미국의 하드코어 펑크 기타리스트 (SSD)[193]
  - Clem Burke, 70세, 미국의 뉴 웨이브 드러머 (Blondie)[194]
  - Roberto De Simone, 91세, 이탈리아의 작곡가 및 음악학자[195]
  - Anna Slováčková, 29세, 체코의 팝 가수[196]
  - Pongsri Woranuch, 85세, 태국의 luk thung 가수[197]
- 7일 – William Finn, 73세, 미국의 작곡가 및 작사가[198]
- 8일
  - Rubby Pérez, 69세, 도미니카 공화국의 메렝게 가수[199]
  - Lenny Welch, 86세, 미국의 팝 가수[200]
- 9일
  - Roberto Cani, 57세, 이탈리아의 고전 바이올리니스트[201]
  - Terje Venaas, 78세, 노르웨이의 재즈 베이시스트[202]
- 10일
  - Niklas Eklund, 56세, 스웨덴의 고전 트럼펫 연주자[203]
  - Titiek Puspa, 87세, 인도네시아의 팝 싱어송라이터[204]
  - Nino Tempo, 90세, 미국의 팝 가수 및 색소포니스트 (Nino Tempo & April Stevens, The Wrecking Crew)[205]
  - Drew Zingg, 68세, 미국의 록 기타리스트[206] (이 날 사망 발표)
- 11일
  - Mike Berry, 82세, 잉글랜드의 팝 가수[207]
  - Max Romeo, 80세, 자메이카의 레게 가수[208]
- 12일
  - Roy Thomas Baker, 78세, 잉글랜드의 음반 프로듀서[209]
  - Pilita Corrales, 85세, 필리핀의 팝 가수[210]
- 14일
  - Jed the Fish, 69세, 미국의 라디오 DJ[211]
  - Peter Seiffert, 71세, 독일의 오페라 가수[212]
- 16일
  - Nora Aunor, 71세, 필리핀의 팝 가수[213]
  - Colin Berry, 79세, 영국의 라디오 DJ[214]
  - Mac Gayden, 83세, 미국의 록 및 컨트리 싱어송라이터 및 기타리스트[215]
  - Joel Krosnick, 84세, 미국의 고전 첼리스트 (Juilliard String Quartet)[216] (이 날 사망 발표)
- 17일
  - Peter Ablinger, 66세, 오스트리아의 고전 작곡가[217]
  - Nuno Guerreiro, 52세, 포르투갈의 팝 가수 (Ala dos Namorados)[218]
  - Roger McLachlan, 71세, 뉴질랜드의 팝 록 베이시스트 (Little River Band)[219] (이 날 사망 발표)
- 18일 – Clodagh Rodgers, 78세, 북아일랜드의 팝 가수[220]
- 19일 – Ricky Siahaan, 48세, 인도네시아의 헤비 메탈 기타리스트 (Seringai)[221]
- 20일
  - Cristina Buarque, 74세, 브라질의 삼바 가수 및 작곡가[222]
  - Kimble Rendall, 67–68세, 호주의 포스트 펑크 및 얼터너티브 록 가수 및 기타리스트 (XL Capris, Hoodoo Gurus)[223] (이 날 사망 발표)
- 21일 – Hajji Alejandro, 70세, 필리핀의 팝 가수[224]
- 22일
  - David Briggs, 82세, 미국의 록 및 컨트리 키보디스트 (Muscle Shoals Rhythm Section, The Nashville A-Team, TCB Band)[225]
  - Odd Magne Gridseth, 65세, 노르웨이의 재즈 베이시스트[226]
- 23일
  - Lulu Roman, 78세, 미국의 컨트리 및 서던 가스펠 가수[227]
  - David Thomas, 71세, 미국의 록 싱어송라이터 (Pere Ubu, Rocket from the Tombs)[228]
- 24일
  - Peter McIan, 미국의 록 키보디스트 (The City) 및 음반 프로듀서[229] (이 날 사망 발표)
  - Roy Phillips, 83세, 영국의 재즈 팝 가수 및 키보디스트 (The Peddlers)[230]
- 25일 – Richard Wernick, 91세, 미국의 고전 작곡가[231]
- 26일
  - Charles Beare, 87세, 영국의 류트 제작자 및 바이올린 전문가[232]
  - Andy Bey, 85세, 미국의 재즈 가수 및 피아니스트[233]
- 27일 – Wizz Jones, 86세, 잉글랜드의 포크 싱어송라이터 및 기타리스트[234]
- 28일
  - Brian Montana, 60세, 미국의 데스 메탈 기타리스트 (Possessed)[235]
  - Mike Peters, 66세, 웨일스의 얼터너티브 록 싱어송라이터 (The Alarm)[236]
- 29일 – Christfried Schmidt, 92세, 독일의 고전 작곡가 및 편곡가[237]
- 30일
  - Kari Løvaas, 85세, 노르웨이의 오페라 가수[238] (이 날 사망 발표)
  - Joe Louis Walker, 75세, 미국의 블루스 싱어송라이터 및 기타리스트[239]

### 5월
- 1일
  - Nana Caymmi, 84세, 브라질의 MPB 가수[240]
  - Jill Sobule, 66세, 미국의 포크 및 얼터너티브 록 싱어송라이터[241]
- 2일 – Karel Bláha, 77세, 체코의 오페라 가수[242]
- 5일
  - May Abrahamse, 94세, 남아프리카 공화국의 오페라 가수[243]
  - James Baker, 71세, 호주의 록 드러머 (The Victims, The Scientists, Hoodoo Gurus, Beasts of Bourbon)[244]
  - Nathan Jerde, 미국의 개러지 록 드러머 (The Ponys)[245]
  - Squire Parsons, 77세, 미국의 서던 가스펠 싱어송라이터[246]
- 6일
  - Luigi Lopez, 77세, 이탈리아의 팝 싱어송라이터[247]
  - Vakhtang Machavariani, 74세, 조지아의 고전 작곡가 및 지휘자[248]
- 7일 – Ronald Corp, 74세, 영국의 고전 작곡가 및 지휘자[249]
- 8일 – Xatar, 43세, 쿠르드계 독일 래퍼[250]
- 9일
  - Stewart Francke, 66세, 미국의 팝 싱어송라이터[251]
  - Johnny Rodriguez, 73세, 미국의 컨트리 가수[252]
- 10일
  - Matthew Best, 68세, 영국의 합창 가수 및 지휘자[253]
  - Larry Lee, 78세, 미국의 컨트리 록 다악기 연주자 (The Ozark Mountain Daredevils)[254]
  - Kafon, 41–42세, 튀니지의 래퍼[255]
- 11일
  - John Edwards, 80세, 미국의 R&B 가수 (The Spinners)[256]
  - Leila Negra, 95세, 독일의 팝 가수[257]
  - Alena Veselá, 101세, 체코의 고전 오르간 연주자 및 음악 교사[258]
- 12일
  - Ernst Mahle, 96세, 독일계 브라질 오케스트라 작곡가 및 지휘자[259]
  - Yasunao Tone, 90세, 일본의 재즈 작곡가 및 사운드 아티스트[260]
- 13일 – Billy Earheart, 71세, 미국의 컨트리 키보디스트 (The Amazing Rhythm Aces, The Bama Band)[261]
- 14일 – Dale Henderson, 59세, 미국의 스래시 메탈 가수 (Beowülf)[262] (이 날 사망 발표)
- 15일
  - Luigi Alva, 98세, 페루의 오페라 가수[263]
  - Junior Byles, 77세, 자메이카의 레게 가수[264]
  - Terry Draper, 73세, 캐나다의 프로그레시브 록 싱어송라이터 및 드러머 (Klaatu)[265]
  - Charles Strouse, 96세, 미국의 뮤지컬 작곡가 및 작사가[266]
- 16일 – Jadwiga Rappé, 73세, 폴란드의 오페라 가수[267]
- 17일
  - Rodney Brown, 78세, 미국의 펑크 드러머 (Dyke and the Blazers)[268]
  - Roger Nichols, 84세, 미국의 팝 싱어송라이터, 작곡가, 다악기 연주자[269]
  - Werenoi, 31세, 프랑스의 래퍼[270]
- 19일
  - Heorhiy Gina, 93세, 우크라이나의 고전 작곡가, 지휘자, 바이올리니스트[271]
  - Chris Hager, 67세, 미국의 글램 메탈 기타리스트 (Rough Cutt, Mickey Ratt)[272] (이 날 사망 발표)
  - Adam Ramey, 31세, 미국의 뉴 메탈 가수 (Dropout Kings)[273]
- 20일
  - Mark Greene, 미국의 R&B 가수 (The Moments)[274] (이 날 사망 발표)
  - Michael B. Tretow, 80세, 스웨덴의 음반 프로듀서, 사운드 엔지니어, 작곡가[275]
  - Frank Gibson Jr., 79세, 뉴질랜드의 재즈 드러머[276]
- 22일
  - James Lowe, 82세, 미국의 사이키델릭 록 가수 (The Electric Prunes)[277]
  - Dave Shapiro, 42세, 미국의 음악 에이전트[278]
  - Dan Storper, 74세, 미국의 음반사 경영자 (Putumayo World Music)[279]
  - Daniel Williams, 미국의 메탈코어 드러머 (The Devil Wears Prada)[280]
- 23일 – Lillian Boutté, 75세, 미국의 재즈 가수[281]
- 24일 – Kenny Marco, 78세, 캐나다의 록 기타리스트 (Grant Smith & The Power, Motherlode, Blood, Sweat & Tears)[282]
- 25일
  - Simon House, 76세, 잉글랜드의 프로그레시브 록 키보디스트 및 바이올리니스트 (Hawkwind, Third Ear Band)[283]
  - Michael Sumler, 71세, 미국의 안무가 및 스타일리스트 (Kool & the Gang)[284]
  - Foday Musa Suso, 75세, 감비아의 만데 가수 및 코라 연주자[285]
- 26일
  - Gigi Canu, 66세, 이탈리아의 일렉트로닉 댄스 기타리스트 (Planet Funk)[286]
  - Rick Derringer, 77세, 미국의 록 싱어송라이터 및 기타리스트 (The McCoys)[287]
- 27일
  - Freddie Aguilar, 72세, 필리핀의 팝 싱어송라이터[288]
  - Brian Kellock, 62세, 스코틀랜드의 재즈 피아니스트[289]
  - Irianti Erningpraja, 59세, 인도네시아의 팝 싱어송라이터[290]
- 28일
  - Al Foster, 82세, 미국의 재즈 드러머[291]
  - Per Nørgård, 92세, 덴마크의 고전 작곡가 및 음악 이론가[292]
- 29일
  - Alf Clausen, 84세, 미국의 텔레비전 작곡가[293]
  - Susann McDonald, 90세, 미국의 고전 하프 연주자[294]
  - Charles Wadsworth, 96세, 미국의 고전 피아니스트[295]
- 30일 – Renée Victor, 86세, 미국의 팝 가수[296]
- 31일 – Marcie Jones, 79세, 호주의 팝 가수 (Marcie and The Cookies)[297] (이 날 사망 발표)

### 6월
- 1일
  - Aharon Amram, 91세, 예멘 태생 이스라엘의 전통 음악 가수 및 작곡가[298]
  - Monica Nielsen, 87세, 스웨덴의 팝 가수[299]
- 2일
  - Nicole David, 51세, 세인트루시아의 소카 가수[300]
  - Colin Jerwood, 63세, 잉글랜드의 아나코 펑크 가수 (Conflict)[301]
- 3일 – Eugen Doga, 88세, 몰도바의 영화 및 연극 작곡가[302]
- 4일
  - Nicole Croisille, 88세, 프랑스의 팝 가수[303]
  - Arthur Hamilton, 98세, 미국의 팝 작곡가[304] (이 날 사망 발표)
  - Frankie Jordan, 86세, 프랑스의 로큰롤 가수[305]
  - Raymond Warren, 96세, 영국의 고전 작곡가[306]
- 5일
  - Bob Andrews, 75세, 잉글랜드의 뉴 웨이브 키보디스트 (Brinsley Schwarz, The Rumour)[307]
  - Anatoly Gunitsky, 71세, 러시아의 록 작사가 (Aquarium)[308] (이 날 사망 발표)
  - Norman Hutchins, 62세, 미국의 가스펠 싱어송라이터[309]
  - Wayne Lewis, 68세, 미국의 R&B 싱어송라이터 및 키보디스트 (Atlantic Starr)[310]
- 6일 – Mike Ejeagha, 95세, 나이지리아의 포크 가수 및 기타리스트[311]
- 8일 – Ariel Kalma, 78세, 프랑스의 뉴 에이지 작곡가[312] (이 날 사망 발표)
- 9일
  - Axel Skalstad, 32세, 노르웨이의 재즈 드러머[313]
  - Sly Stone, 82세, 미국의 펑크 싱어송라이터 및 다악기 연주자 (Sly and the Family Stone)[314]
- 10일 – Don Moore, 86세, 미국의 재즈 베이시스트[315]
- 11일
  - Douglas McCarthy, 58세, 잉글랜드의 EBM 싱어송라이터 (Nitzer Ebb)[316]
  - Brian Wilson, 82세, 미국의 팝 록 싱어송라이터, 베이시스트, 키보디스트 (The Beach Boys)[317]
- 13일
  - Louis Moholo, 85세, 남아프리카 공화국의 재즈 드러머 (The Blue Notes, Brotherhood of Breath, Assagai)[318]
  - Honest John Plain, 73세, 잉글랜드의 펑크 록 기타리스트 및 가수 (The Boys)[319]
- 14일
  - Bira Presidente(pt), 88세, 브라질의 삼바 싱어송라이터 및 퍼커션 연주자 (Fundo de Quintal)[320]
  - Kollangudi Karuppayee, 99세, 인도의 포크 가수[321]
  - Steven Leckie, 67세, 캐나다의 펑크 록 가수 (The Viletones)[322]
  - Cocoy Laurel, 71세, 필리핀의 팝 가수 및 피아니스트[323]
- 15일
  - Petroloukas Chalkias, 90세, 그리스의 전통 음악 클라리넷 연주자[324]
  - Sven-Åke Johansson, 81–82세, 스웨덴의 프리 재즈 드러머 및 작곡가[325] (이 날 사망 발표)
  - Masuiyama Daishirō II, 76세, 일본의 엔카 가수[326]
  - Barry Vercoe, 87세, 뉴질랜드의 재즈 및 일렉트로닉 작곡가[327]
- 16일
  - Hélio Delmiro, 78세, 브라질의 재즈 기타리스트[328]
  - Patti Drew, 80세, 미국의 R&B 가수[329]
  - John Reid, 61세, 스코틀랜드의 애시드 재즈 싱어송라이터 (Nightcrawlers)[330] (이 날 사망 발표)
- 17일
  - Alfred Brendel, 94세, 체코 태생 오스트리아의 고전 피아니스트[331]
  - Charles Burrell, 104세, 미국의 고전 및 재즈 베이시스트[332]
- 18일 – Lou Christie, 82세, 미국의 팝 및 소프트 록 싱어송라이터[333]
- 19일
  - Geirr Lystrup, 76세, 노르웨이의 visa 가수[334] (이 날 사망 발표)
  - James Prime, 64세, 스코틀랜드의 팝 록 키보디스트 (Deacon Blue)[335]
  - Ron Woodbridge, 87세, 잉글랜드의 팝 록 가수 (The Searchers)[336] (이 날 사망 발표)
  - Cavin Yarbrough, 72세, 미국의 R&B 가수 (Yarbrough and Peoples)[337]
- 20일
  - David L. Hamilton, 74세, 미국의 프로그레시브 록 키보디스트 및 작곡가 (Pavlov's Dog)[338]
  - Patrick Walden, 46세, 잉글랜드의 인디 록 기타리스트 (Babyshambles)[339]
- 23일
  - Rebekah Del Rio, 57세, 미국의 팝 싱어송라이터[340]
  - Feya Faku, 63세, 남아프리카 공화국의 재즈 트럼펫 연주자 및 플루겔혼 연주자[341]
  - Yuriy Parfyonov, 79세, 러시아의 재즈 및 얼터너티브 록 트럼펫 연주자 (Auktyon)[342]
  - Mick Ralphs, 81세, 잉글랜드의 록 기타리스트 및 작곡가 (Mott the Hoople, Bad Company)[343] (이 날 사망 발표)
- 24일
  - Serge Fiori, 73세, 캐나다의 프로그레시브 록 가수 및 기타리스트 (Harmonium)[344]
  - Bobby Sherman, 81세, 미국의 팝 가수[345]
- 26일
  - Ocasional Talento, 29세, 볼리비아의 래퍼[346]
  - Lalo Schifrin, 93세, 아르헨티나 태생의 미국 영화 및 텔레비전 작곡가[347]
  - Walter Scott, 81세, 미국의 R&B 가수 (The Whispers)[348]
- 27일 – Derek A. E. Fuhrmann, 44세, 미국의 록 싱어송라이터 (The Crash Motive)[349]
- 29일 – Stuart Burrows, 92세, 웨일스의 오페라 가수[350]

### 7월
- 1일
  - Brendan Berg, 42세, 캐나다의 인디 팝 베이시스트 (Royal Canoe)[351]
  - Hamdan ATT, 79세, 인도네시아의 dangdut 가수[352]
  - Jimmy Swaggart, 90세, 미국의 가스펠 가수[353]
- 2일 – Verka Siderova, 99세, 불가리아의 포크 가수[354]
- 3일 – Dany Lademacher, 75세, 벨기에의 록 기타리스트 (Herman Brood and his Wild Romance, Vitesse, The Radios)[355]
- 4일
  - Luís Jardim, 75세, 포르투갈의 팝 록 퍼커션 연주자 및 베이시스트[356]
  - Mark Snow, 78세, 미국의 영화 및 텔레비전 작곡가[357]
  - Young Noble, 47세, 미국의 래퍼 (Outlawz)[358]
- 7일 – Mosie Burks, 92세, 미국의 가스펠 가수 (Mississippi Mass Choir)[359]
- 8일 – Tim Cronin, 63세, 미국의 스토너 록 드러머 (Monster Magnet)[360]
- 9일 – Ihor Poklad, 83세, 우크라이나의 작곡가[361]
- 11일
  - Toni Cruz, 78세, 스페인의 팝 가수[362]
  - Raymond Guiot, 94세, 프랑스의 고전 및 재즈 플루티스트, 피아니스트, 작곡가[363]
  - David Kaff, 79세, 영국의 록 키보디스트 (Rare Bird, Spinal Tap)[364]
  - Iris Williams, 79세, 웨일스의 재즈 가수[365] (이 날 사망 발표)
- 13일 – Dave Cousins, 85세, 잉글랜드의 포크 록 싱어송라이터 및 기타리스트 (Strawbs)[366]
- 14일 – Matt Keil, 캐나다의 하드코어 펑크 베이시스트 (Comeback Kid)[367] (이 날 사망 발표)
- 15일 – Billy April, 61세, 영국의 댄스 프로듀서 및 리믹서 (Driza Bone)[368] (이 날 사망 발표)
- 16일
  - Chris Faiumu, 뉴질랜드의 레게 덥 퍼커션 연주자 (Fat Freddy's Drop)[369]
  - Connie Francis, 87세, 미국의 팝 가수[370]
  - Gary Karr, 83세, 미국의 고전 베이시스트[371]
  - Eero Raittinen, 80세, 핀란드의 팝 록 가수 (The Boys)[372]
- 17일
  - Alan Bergman, 99세, 미국의 팝 작곡가 및 작사가[373]
  - Robbie Pardlo, 46세, 미국의 R&B 싱어송라이터 (City High)[374]
  - Daphne Walker, 94세, 뉴질랜드의 팝 가수[375]
- 18일
  - Helen Cornelius, 83세, 미국의 컨트리 싱어송라이터[376]
  - Roger Norrington, 91세, 영국의 고전 지휘자[377]
- 19일 – Béatrice Uria-Monzon, 61세, 프랑스의 오페라 가수[378]
- 20일
  - Preta Gil, 50세, 브라질의 팝 가수[379]
  - Owen Gray, 86세, 자메이카의 스카 및 레게 가수[380]
- 22일
  - 오지 오스본, 76세, 잉글랜드의 헤비 메탈 싱어송라이터 (Black Sabbath)[381]
  - 존 팔머, 82세, 잉글랜드의 프로그레시브 록 다악기 연주자 (Family, Blossom Toes, Bakerloo)[382] (이 날 사망 발표)